# Папа Легба

Знак Папы Легба

Папа Легба — одна из центральных фигур в религии вуду, особенно в её гаитянском варианте. Папа Легба является одним из духов-лоа, которого приверженцы религии считают посредником между людьми и всеми остальными лоа. Именно он по представлениям вудуистов даёт разрешение (или запрещает) говорить с населяющими мифическую страну Ле Гвинею лоа, открывая и закрывая ворота, разделяющие миры; именно поэтому любая церемония в вуду с обращением к лоа начинается и заканчивается обращением к нему. Также считается, что он знает все человеческие языки и помогает душам умерших попасть в подземный мир, а впоследствии может помочь установить живым контакт с ними. С другой стороны, Папа Легба может и помешать проникновению духов в мир живых, поэтому вудуисты часто просят его о помощи в защите дома от злых сил в подобных случаях.

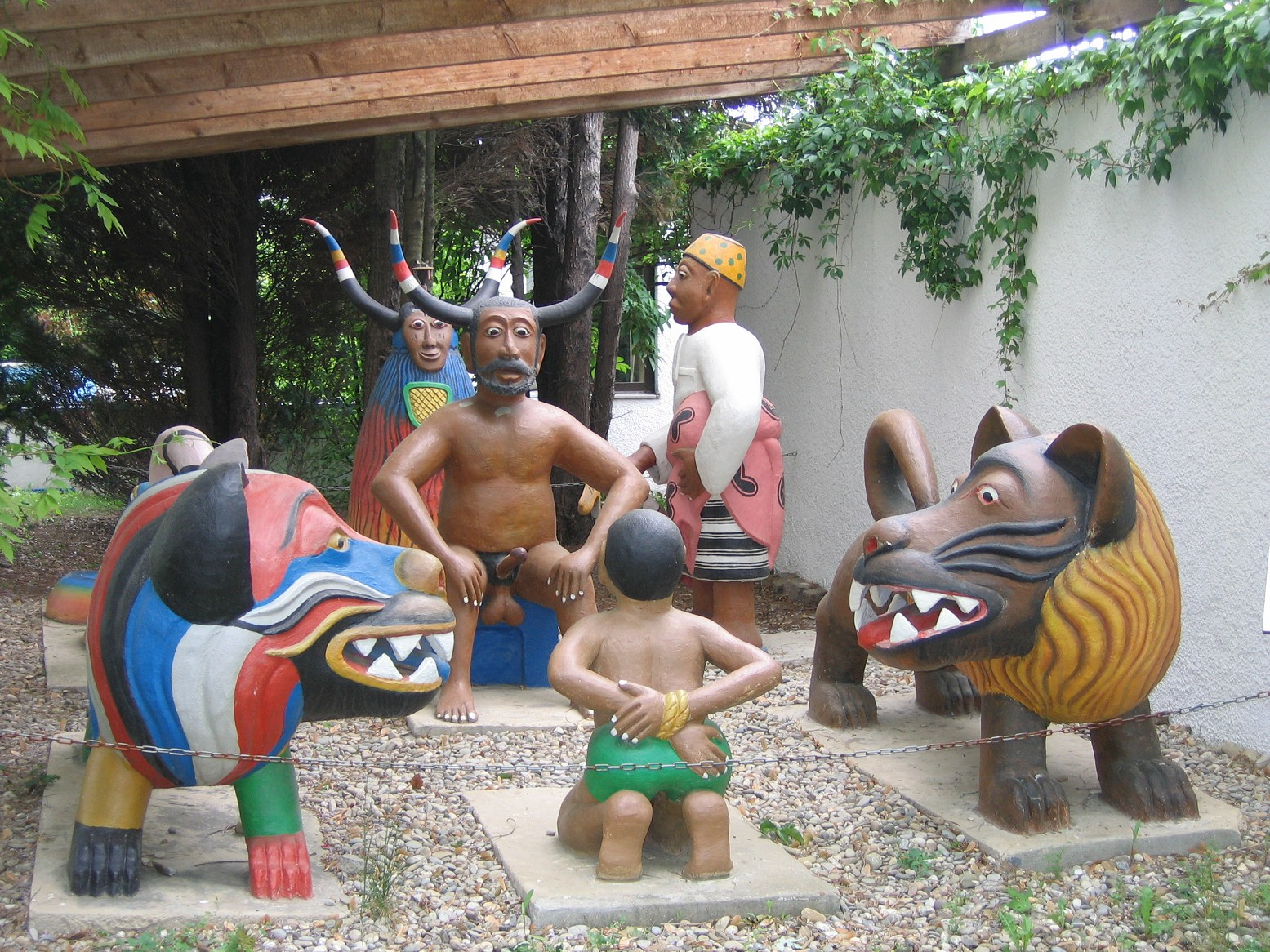
Современное изображение, Бенин. Легба (в центре) сидит на суде

В гаитянском вуду Папа Легба обычно изображается как старик на костылях или с палочкой, одетый в широкополую шляпу из соломы и курящий трубку или окропляющий водой. Животным, посвящённым ему, является собака. Ввиду своего положения в качестве «привратника» между мирами живых и лоа он часто отождествляется со Святым Петром, который играет подобную роль в католицизме. На Гаити он также иногда изображается в образе Святого Лазаря или Святого Антония.
В жертву Папе Легбе приносятся белый петух, а также зерно, кофе, ром, табак, сигареты, маленькие игрушки, трубочный табак, кукурузные трубки, кокосовые орехи, сироп, ликер, коньяк, кола, орешки, сладости, мороженое, шоколад, сигары, сигариллы, жареная и копченая курица, ямс, леденцы, торты, рахат-лукум, пирожные.
Образ, похожий на Папу Легба, имеется в афробразильских синкретических религиях, таких как кандомбле и умбанда, где известен под именами Эшу или Элегба, хотя в традиции его изображения там присутствует много отличий. Например, у народа йоруба в Нигерии, а также у его потомков в Бразилии и на Кубе дух по имени Элегба выполняет ту же роль привратника между мирами, но изображается обычно в виде ребёнка-трикстера. В Бенине и некоторых районах Нигерии почитается божество Легба, которое имеет внешний вид демона с большими рогами и фаллосом; в сельской местности его святилище обычно находится у входа в деревню.

## В массовой культуре
- Папа Легба, Эрзули, Барон Суббота появляются в комиксах Дикие Коты (1995 г.)
- В 2017 году Бруно Блум (Bruno Blum) выпустил альбом с песней «Папа Легба»[3].
- Папа Легба присутствует в Американской истории ужасов, впервые появляясь в третьем сезоне "Шабаш". Премьера этого сезона состоялась 9 октября 2013 года. Позднее персонаж появляется в восьмом сезоне "Апокалипсис". Премьера восьмого сезона состоялась 12 сентября 2018 года. Роль Папы Легбы исполнил Лэнс Реддик[4][5].
- В романе «Американская улица», написанном Ibi Zoboi, Папа Легба появляется в Детройте на пересечении Американской улицы и дороги Радости (2017 г.)[6]
- Папа Легба, Эрзули, Геде и другие лоа вместе с адептами культа вуду изображены в романе Андрея Гусева «Наш жёсткий секс в Малинди» (2020 г.)[7][8][9]
- В видеоигре 2025 года South of Midnight персонаж Папа Легба упоминается в качестве фонового персонажа.[источник?]